# Milhostov (Zádub-Závišín)
Milhostov (in tedesco Millestau) è una frazione di Zádub-Závišín, comune ceco del distretto di Cheb, nella regione di Karlovy Vary.

## Geografia fisica
Esso si trova 1,5 km a sud-est da Zádub-Závišín. Nel villaggio sono state registrate 37 abitazioni, nelle quali vivono 16 persone.
Ricopre una superficie di 220,97 ha (equivalenti a circa 2,21 km²).
Altri comuni limitrofi sono Vlkovice, Stanoviště, Chotěnov ed Úšovice ad ovest, Zádub, Rájov, Závišín, Služetín e Horní Kramolí a nord, Výškovice ad est e Vysočany, Martinov, Pístov, Holubín, Dolní Kramolín, Výškov e Michalovy Hory a sud.